# Shafiqullah Shafaq
Shafiqullah Shafaq (sinh 7 tháng 8 năm 1989) là 1 right-handed batsman và wicketkeeper đang chơi cho Afghanistan.
Anh đã cùng đội mình vô địch World Cricket League Division Five, Division Four và Division Three, thành tích này giúp đội Afghannistan tham dự 2009 ICC World Cup Qualifier và họ đủ tư cách chơi One Day International.
Shafiqullah chơi trận One Day International đầu tiên vào ngày 1 tháng 9 năm 2009 đối đầu với Netherlands.

## Liên kết khác
- Cricinfo về Shafiqullah Shafaq
- CricketArchive về Shafiqullah Shafaq